# Hårkan

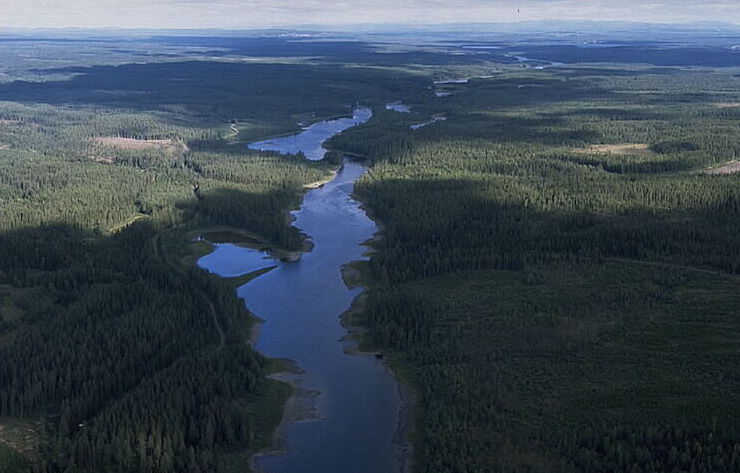
Flygfoto från 1996 över Hårkan vid Aspnäset söder om Sandvikssjön.

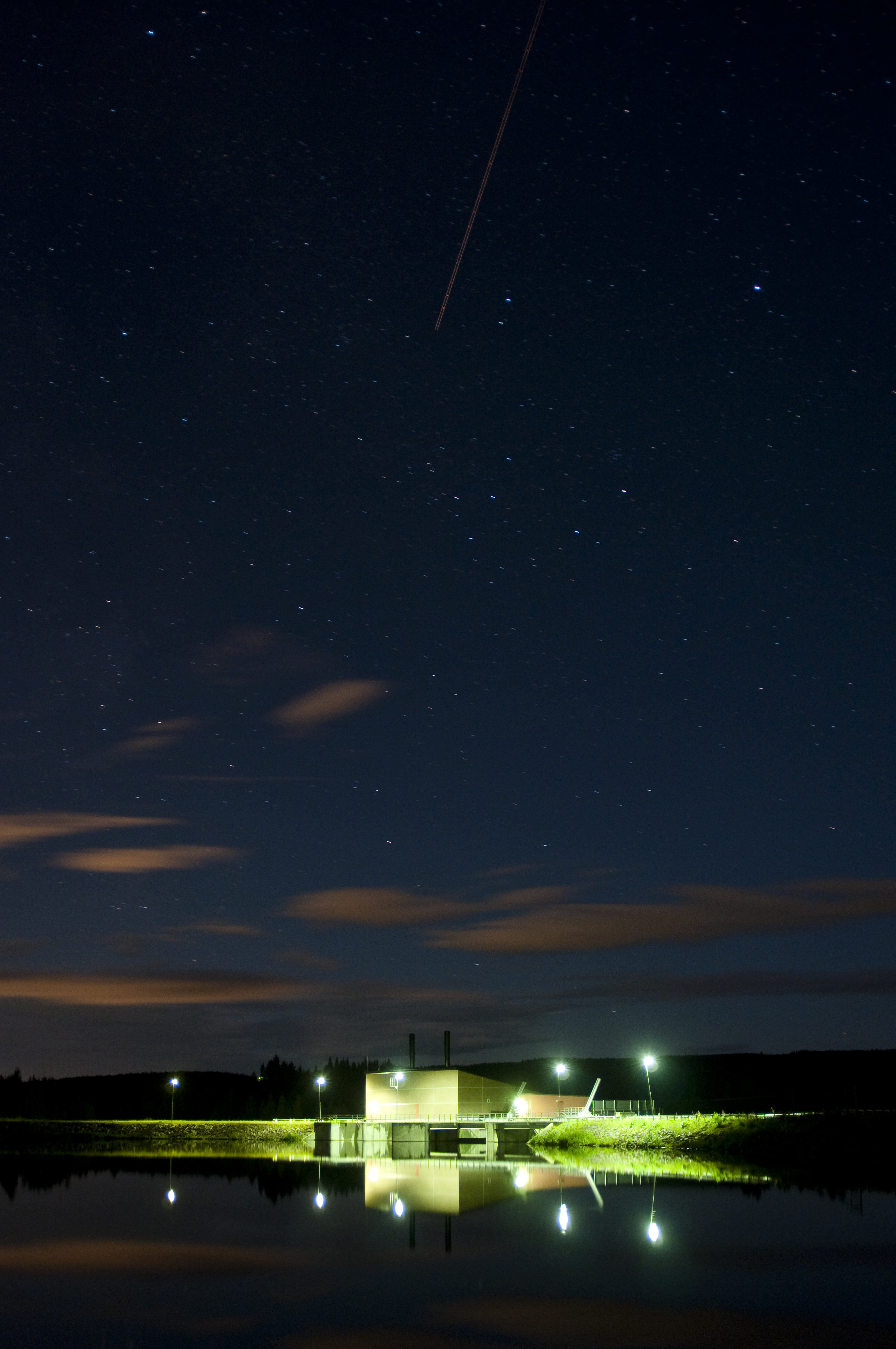
Kraftverket vid Högfors slott i Hårkan

Hårkan, fjällälv i Jämtland, biflöde till Indalsälven, med vilken Hårkan förenar sig öster om Lit. Längd inklusive källflöden 184 km, avrinningsområde 3 990 km², varav en ansenlig del ligger i Norge. 
Hårkan har ett flertal fiskeplatser, främst för harrfiske. Hotagströmmen är dock mer känd för öring.[källa behövs] Övriga fiskbara arter i Hårkan är gädda, sik och abborre som finns i de lugnare partierna av älven. 